# Almas Chamsajew
Almas Nässireddenuly Chamsajew (kasachisch Алмаз Нәсіредденұлы Хамзаев, russisch Алмаз Насреддинович Хамзаев Almas Nasreddinowitsch Chamsajew; * 18. Dezember 1955 in Dschambul, Kasachische SSR) ist ein kasachischer Diplomat und seit Juni 2012 kasachischer Botschafter in Belgien. Zuvor war er bereits Botschafter in Spanien und Italien.

## Biografie
Chamsajew wurde am 18. Dezember 1955 in Dschambul (heute Taras) im Gebiet Schambyl geboren. Er absolvierte 1977 das pädagogische Institut der Fremdsprachen in Almaty und diente anschließend in der sowjetischen Armee. Ab 1978 war Chamsajew für das Außenministerium der Kasachischen SSR tätig. In den Jahren 1988 bis 1990 studierte er an der diplomatischen Akademie des Außenministeriums der UdSSR.
Von 1992 bis 1996 war er Berater in der Botschaft Kasachstans in den Vereinigten Staaten und danach Berater und Gesandter in der Botschaft Kasachstans in Großbritannien. 1997 wurde Chamsajew zum stellvertretenden Außenminister Kasachstans ernannt.
Durch einen Erlass des kasachischen Präsidenten Nursultan Nasarbajew wurde er 1998 zum außerordentlichen und bevollmächtigten Botschafter der Republik Kasachstan in Spanien und zum ständigen Vertreter Kasachstans bei der Welttourismusorganisation ernannt.
Von November 2004 an war Chamsajew der Botschafter der Republik Kasachstan in Italien und nebenamtlich auch in Griechenland und Malta sowie ständiger Repräsentant Kasachstans bei der Ernährungs- und Landwirtschaftsorganisation und seit 2009 auch in San Marino. Am 9. Juli 2009 wurde er jedoch als nebenamtlicher Botschafter in Griechenland abberufen.
Seit dem 8. Juni 2012 ist er Botschafter Kasachstans in Belgien.